# Naknada štete usled povrede ugleda pravnog lica
Šteta (franc. dommage, engl. damage, nem. schaden, ital. danno) u pravnom smislu obuhvata samo povrede pravno priznatih interesa pravnih lica. U pravu se šteta obično definiše kao štetnom radnjom, prouzročena povreda nečijeg subjektivnog prava ili interesa. Pri čemu je štetnik (dužnik naknade štete) je lice koje je prouzrokovalo štetu, a oštećeni ili žrtva (poverilac naknade) je lice kome je prouzrokovana.
S obzirom da šteta može označavati imovinsku (materijalnu) štetu ili neimovinsku (moralnu) štetu postoje sledeći vidovi naknade: restitucija, novčana nadoknada , satisfakcija.

## Nadoknada materijalne štete
Naturalna restitucija je oblik nadoknade materijalne štete kojim se uspostavlja stanje koje je prethodilo šteti, tj. oštećeno dobro se dovodi u stanje u kome se nalazilo pre nego što je šteta nastala.
Novčana nadoknada je takav oblik nadoknade materijalne štete kojim se oštećenom licu isplaćuje određena novčana svota.
Prema Zakonu o obligacionim odnosima naturalna restitucija uvek ima prednost. Jedino u slučaju kada ona nije moguća ili pak sud smatra da to nije neophodno, odrediće da štetnik isplati oštećenom određeni novčani iznos, na ime naknade.

Obaveza nadoknade materijalne štete je dospela u trenutku kada je šteta nastala, a visina nadoknade štete se utvrđuje prema okolnostima u trenutku donošenja presude.

## Nematerijalna šteta zbog narušavanja poslovnog ugleda pravnog lica (privrednog društva) usled povrede prava na žig
U praksi je zauzet stav o nepriznavanju prava na novčanu naknadu nematerijalne štete zbog narušavanja poslovnog ugleda povrede prava na žig. Po stanovištu aktuelne sudske prakse, naknada za nematerijalnu štetu se može priznati samo za onu koju kao takvu priznaje zakon, a ne za bilo koju nematerijalnu štetu. Povreda poslovnog ugleda oštećenog pravnog lica, neovlašćenom upotrebom žiga i nelojalnom konkurencijom, sama po sebi ne može dovesti do novčane naknade na ime nematerijalne štete, zato što se posledice povrede ne manifestuju u jednom od pravno priznatih vidova nematerijalne štete. Krivična odgovornost za nematerijalnu štetu postoji samo onda kada štetni događaj prouzrokuje štetu shvaćenu kao fizičke odnosno prihičke patnje, nije dovoljna samo povreda inače pravno zaštićenog nematerijalnog dobra. Iz povrede poslovne reputacije pravnog lica može proisteći samo imovinska šteta u smislu poljuljanog ugleda koji treba povratiti odgovarajućim sredstvima građansko-pravne zaštite (objavljivanje presude na trošak štetnika ili druge mere publiciteta). Takva imovinska šteta može se ogledati u opadanju broja kupaca, izostanku pridobijanja nove klijentele, smanjenje broja poslovnih partnera. Tu više nije reč o satisfakciji i mogućnosti da novčana naknada ostvari svoju funkciju u ličnosti žrtve, nego je potrebno dokazati materijalnu štetu, koja je nastupila kao posledica slabije tržišne uspešnosti onih proizvoda koji su označeni žigom koji je napadnut po bilo kom osnovu. Odmeravanje visine naknade ovakve imovinske štete sudovi ne mogu činiti pod vidom naknade neimovinske štete, pozivajući se na slobodnu ocenu svih raspoloživih podataka, značaj povređenog dobra i cilj kome inače služi naknada neimovinske štete.

## Povreda poslovne reputacije i nepružanje sudske zaštite zahtevu pravnog lica za naknadu nematerijalne štete
Sudska praksa zauzima stav o nemogućnosti prouzrokovanja nematerijalne štete pravnom licu, odnosno nepružanju sudske zaštite zahtevu pravnog lica za naknadu nematerijalne štete zbog povrede poslovne reputacije.
Prema stavu prakse, naknada nematerijalne (moralne) štete koju potražuje pravno lice ( privredni subjekat) ne uživa sudsku zaštitu jer se vidovi nematerijalne štete (pretprljeni bol, stah i dr.) mogu dosuđivati samo fizičkim licima

## Povreda zaštićenog robnog žiga i nematerijalna šteta
U sudskoj praksi takođe postoje shvatanja prema kojima za povredu zaštićenog robnog žiga, tužilac( pravno lice) ima pravo i na naknadu nematerijalne štete, ona predstavlja satisfakciju zbog povrede koju je pretrpeo.

## Zastarelost
Potraživanje naknade prouzrokovane štete zastareva za tri godine od kada je oštećenik saznao za štetu i za lice koje je štetu učinilo (subjektivni rok Архивирано на веб-сајту  (11. децембар 2011)). U svakom slučaju ovo potraživanje zastareva za pet godina od kada je šteta nastala (objektivni rok).Potraživanje naknade štete nastale povredom ugovorne obaveze zastareva za vreme određeno za zastarelost te obaveze. (ZOO, čl. 376)
Posle nastupanja zastarelosti prava da zahteva naknadu štete, oštećenik može zahtevati od odgovornog lica, po pravilima koja važe u slučaju sticanja bez osnova, da mu ustupi ono što je dobio radnjom kojom je prouzrokovana šteta. (ZOO, čl. 209)

## Zakon o obligacionim odnosima Republike Srbije
Sledeći članovi Zakona o obligacionim odnosima Republike Srbije regulišu:
- ZOO Šteta Član 155

Šteta je umanjenje nečije imovine (obična šteta) i sprečavanje njenog povećanja (izmakla korist), kao i nanošenje drugome fizičkog ili psihičkog bola ili straha (nematerijalna šteta).
- ZOO Novčana naknada moralne štete u posebnim slučajevima Član 202

Pravo na pravičnu novčanu naknadu zbog pretrpljenih duševnih bolova ima lice koje je prevarom, prinudom ili zloupotrebom nekog odnosa potčinjenosti ili zavisnosti navedeno na kažnjivu obljubu ili kažnjivu bludnu radnju, a i lice prema kojem je izvršeno neko drugo krivično delo protiv dostojanstva ličnosti i morala.
- ZOO Zahtev da se prestane sa povredom prava ličnosti Član 157

(1) Svako ima pravo zahtevati od suda ili drugog nadležnog organa da naredi prestanak radnje kojom se povređuje integritet ljudske ličnosti, ličnog i porodičnog života i drugih prava njegove ličnosti. 
(2) Sud, odnosno drugi nadležni organ može narediti prestanak radnje pod pretnjom plaćanja izvesne novčane svote, određene ukupno ili po jedinici vremena, u korist povređenog.

## Krivični Zakonik Republike Srbije
Sledeći članovi Krivičnog Zakonika Republike Srbije regulišu: 
- KZ Narušavanje poslovnog ugleda i kreditne sposobnosti Član 239

(1) Ko u nameri narušavanja poslovnog ugleda ili kreditne sposobnosti drugog, iznosi o 
njemu neistinite podatke ili neistinito prikazuje njegovo poslovanje, 
kazniće se novčanom kaznom ili zatvorom do jedne godine. 
(2) Ako su usled dela iz stava 1. ovog člana nastupile teške posledice, 
učinilac će se kazniti zatvorom od tri meseca do tri godine. 
(3) Gonjenje za dela iz pp. 1. i 2. ovog člana preduzima se po privatnoj tužbi.
- KZ Uvreda Član 170

(1) Ko uvredi drugog, kazniće se novčanom kaznom od dvadeset do sto dnevnih iznosa ili novčanom kaznom od četrdeset hiljada do dvesta hiljada dinara. 
(2) Ako je delo iz stava 1. ovog člana učinjeno putem štampe, radija, televizije ili sličnih 
sredstava ili na javnom skupu, 
učinilac će se kazniti novčanom kaznom od osamdeset do dvestačetrdeset dnevnih 
iznosa ili novčanom kaznom od stopedeset hiljada do četristopedeset hiljada dinara. 
(3) Ako je uvređeni uvredu uzvratio, sud može obe ili jednu stranu kazniti ili osloboditi od 
kazne. 
(4) Neće se kazniti za delo iz pp. 1. do 3. ovog člana učinilac, ako je izlaganje dato u 
okviru ozbiljne kritike u naučnom, književnom ili umetničkom delu, u vršenju službene 
dužnosti, novinarskog poziva, političke delatnosti, u odbrani nekog prava ili zaštiti 
opravdanih interesa, ako se iz načina izražavanja ili iz drugih okolnosti vidi da to nije 
učinio u nameri omalovažavanja.

## Spoljašnje veze
- Retitucija d.o.o.
- Baza pravnih podataka Архивирано на веб-сајту  (6. септембар 2012)
- Šteta u pravnim okvirima
- Naknada štete u radnom pravu[мртва веза]
- Pravni informator
- Pravnik.rs
- Privredna komora Beograda